# Rolf Danneberg
Rolf Danneberg (Amburgo, 1º marzo 1953) è un ex discobolo tedesco, vincitore di un titolo olimpico alle olimpiadi di Los Angeles e un bronzo olimpico a quelle di Seul.

## Palmarès
| Anno | Manifestazione | Sede        | Evento           | Risultato | Misura  | Note |
| ---- | -------------- | ----------- | ---------------- | --------- | ------- | ---- |
| 1984 | Olimpiadi      | Los Angeles | Lancio del disco | Oro       | 66,60 m |      |
| 1986 | Europei        | Stoccarda   | Lancio del disco | 11º       | 61,60 m |      |
| 1987 | Mondiali       | Roma        | Lancio del disco | 4º        | 65,96 m |      |
| 1988 | Olimpiadi      | Seul        | Lancio del disco | Bronzo    | 67,38 m |      |
| 1990 | Europei        | Spalato     | Lancio del disco | 6º        | 63,08 m |      |

## Riconoscimenti
- Vince il premio Rudolf-Harbig-Gedächtnispreis dell'anno 1989.